# Clayton (Kalifornia)
Clayton – miasto w Stanach Zjednoczonych, w stanie Kalifornia, hrabstwo Contra Costa. W roku 2010 liczba ludności wynosiła 10 897.

## Geografia
Według danych amerykańskiego Biura Spisów Ludności, miasto zajmuje powierzchnię 9,935 km², w całości lądową.

## Historia
W 1857, zostało założone przez Joela Henry Claytona (1812-1872) i jego dwóch młodszych braci. Clayton urodził się w Bugsworth (Buxworth), w Wielkiej Brytanii, i wyemigrował do Stanów Zjednoczonych w 1837. Po kilku latach w innej miejscowości, osiedlił się wraz z żoną Margaret (1820-1908) w swoim mieście u podnóża góry Mt. Diablo. Clayton zostało nazwane po Joelu Henry Claytonie, ale przez rzut monetą, ponieważ wraz z nim miasto zakładał również Charles Rhine, i chciano również aby nazwano miasto jego imieniem, ale w rzucie monetą zwyciężył Clayton.

## Szkoły
Publiczne szkoły, do których chodzą dzieci i młodzież w Clayton, to:
- Mt. Diablo Elementary School
- Highlands Elementary School
- Diablo View Middle School
- Pine Hollow Middle School
- Clayton Valley High School

## Demografia
Według spisu z roku 2010 miasto zamieszkuje 10 897 osób, które tworzą 4086 gospodarstw domowych, oraz 3967 rodzin. Gęstość zaludnienia w mieście wynosiła 1097 na km².